# Brunnenthal (Zwitserland)
Brunnenthal is een plaats en voormalige gemeente in het Zwitserse kanton Solothurn en maakt deel uit van het district Bucheggberg.
Brunnenthal telt 203 inwoners.

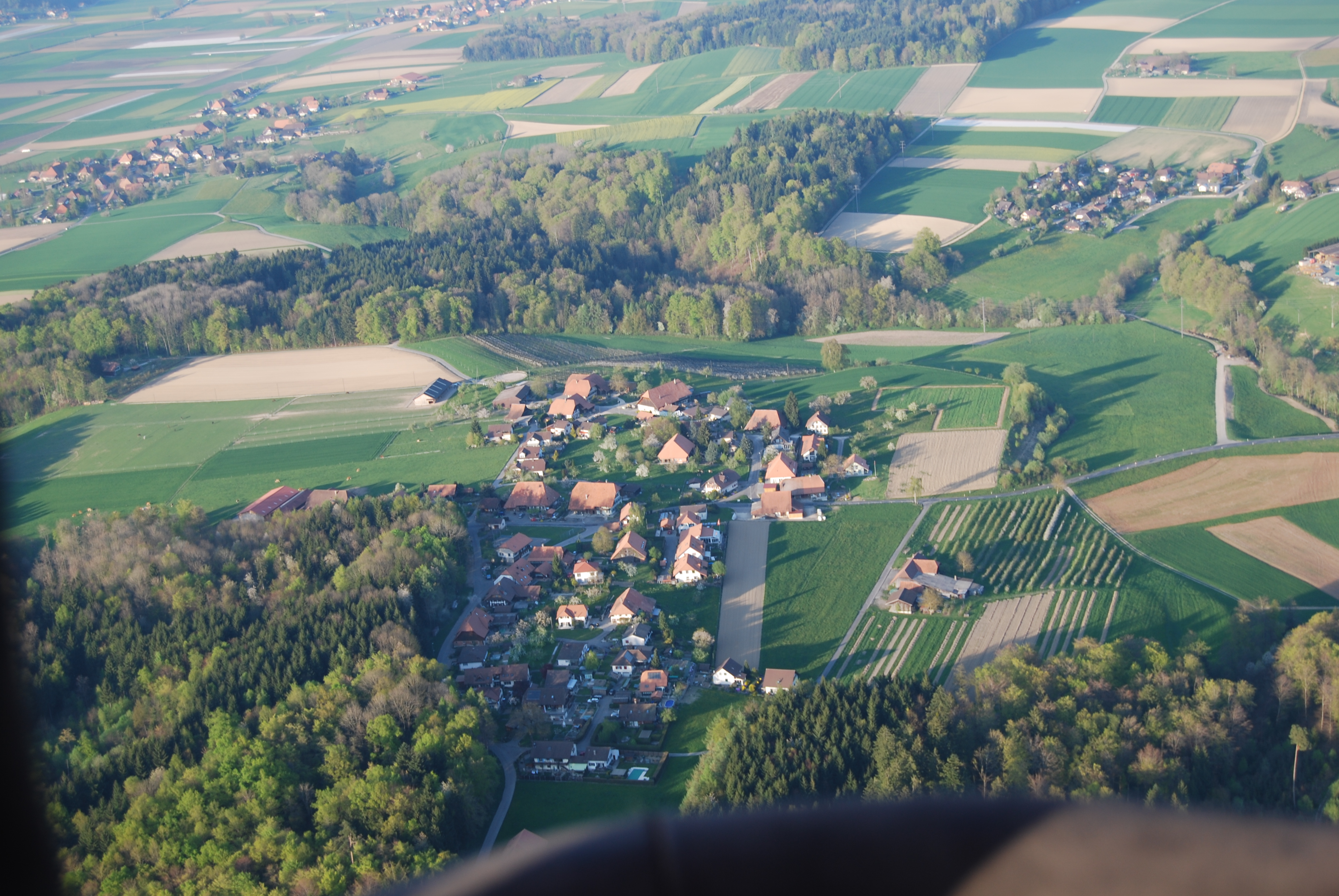
Brunnenthal

Op 1 januari 2010 werd Brunnenthal opgenomen in de gemeente Messen.